# Schwarze Hammermuschel

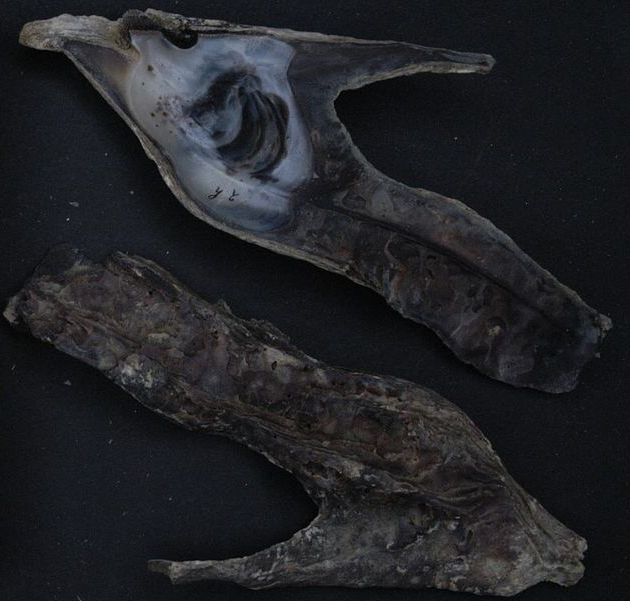
Schwarze Hammermuschel mit sehr schief stehendem Stiel

Die Schwarze Hammermuschel (Malleus malleus) ist eine Muschel-Art aus der Familie der Hammermuscheln (Malleidae).

## Merkmale
Das ungleichklappige, sehr große Gehäuse ist in der Dorsoventralrichtung stark verlängert. Auch der Dorsalrand ist nach vorne und hinten stark verlängert. Meist ist der vordere Dorsalrand deutlich länger als der hintere Dorsalrand. Daraus resultiert im Umriss eine Hammerform. Die Höhe beträgt bis zu 21 cm, aber auch die Breite kann bis zu 21 cm betragen. Der Stiel des Hammers kann senkrecht oder auch schief zum Dorsalrand stehen. Häufig ist er verdreht und sehr unregelmäßig. Der Byssus ist auch noch im Adultstadium vorhanden. Beide Klappen haben hinten einen Byssusschlitz, wobei der Schlitz der rechten Klappe tiefer ist als der Schlitz der linken Klappe. Im Querschnitt ist das Gehäuse abgeflacht („komprimiert“). Es ist nur ein Schließmuskel vorhanden. Das Schloss ist ohne Zähne. Das Ligament liegt in einer dreieckigen Ligamentgrube. Es sind vier Muskelabdrücke vorhanden, Schließmuskel, zwei Fußretraktormuskeln und der Byssusretraktor.
Die Schale ist dunkellila bis fast schwärzlich und dickschalig. Innen ist ein Feld mit Perlmutt vorhanden.

## Ähnliche Arten
Die Gehäuse der Schwarzen Hammermuschel sind etwas unregelmäßiger als die Gehäuse der Weißen Hammermuschel und überwiegend schwärzlich.

## Geographische Verbreitung und Lebensraum
Das Verbreitungsgebiet der Schwarzen Hammermuschel reicht von Südjapan bis nach Australien und Melanesien, im Westen bis Südindien und Sri Lanka.
Sie kommt in reinen Sandböden im Flachwasser vor. Sie lebt senkrecht eingegraben und mit dem stark verlängerten Dorsalrand verankert im Sediment, wobei nur das distale Ende aus dem Sediment ragt. Vermutlich ist sie noch zusätzlich mit Byssus angeheftet (der Byssusschlitz persistiert bis ins Adultgehäuse).

## Taxonomie
Das Taxon wurde 1758 von Carl von Linné als Ostrea malleus erstmals wissenschaftlich beschrieben. Es ist die Typusart der Gattung Malleus Lamarck, 1799.

## Belege